# Micorriza ericoide

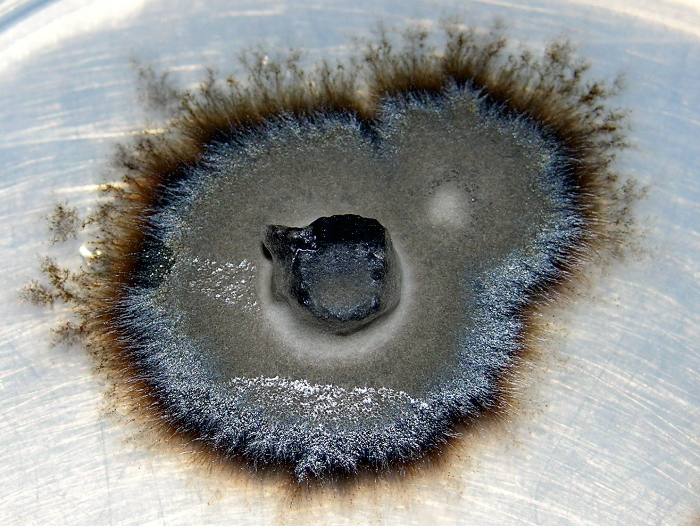
Hongo de micorriza ericoide extirpado de un ejemplar de Woollsia pungens.

Una micorriza ericoide es una relación simbiótica entre un hongo y la raíz de una planta del orden de los Ericales. Se considera a las micorrizas ericoides como cruciales para el éxito de la familia Ericaceae en una gran variedad de entornos edáficamente estresantes a nivel mundial. Las ericáceas conviven comúnmente con leguminosas y plantas carnívoras, lo cual resalta que los suelos donde aparecen suelen ser escasos en nutrientes. Los hongos micorrizos ericoides, los cuales son predominantemente ascomicetos, permiten a la planta hospedera obtener nutrientes en estos suelos pauperizados.